# Hiện tượng học
Hiện tượng học là nhánh triết học nghiên cứu cấu trúc của sự trải nghiệm và ý thức (structures of experience and consciousness). Trên bình diện là một phong trào triết học (philosophical movement), hiện tượng học được thành lập vào những năm đầu của thế kỷ 20 bởi Edmund Husserl và sau đó lan truyền trong nội bộ những người theo ông tại các đại học ở Göttingen và Munich, Đức. Sau đó, hiện tượng học được truyền bá sang Pháp, Mỹ và những nơi khác, với nội dung thường rất khác những tác phẩm ban đầu của Husserl.

Hiện tượng học không phải là một phong trào thống nhất; trái lại, các tác giả khác nhau chia sẻ với nhau một sự tương đồng chung nhưng với những khác biệt đáng kể. Gabriella Farina cho rằng:
Một định nghĩa duy nhất và chung quyết cho hiện tượng học là nguy hiểm và thậm chí còn có thể mâu thuẫn vì nó thiếu một sự tập trung theo chủ đề. Trên thực tế, đây không phải là một học thuyết (doctrine) cũng không phải một trường phái triết học (philosophical school), mà là một phong cách tư duy, một phương pháp, một trải nghiệm mở và luôn đổi mới, thứ có thể mang đến nhiều kết quả khác nhau, và điều này có thể khiến cho bất cứ ai muốn xác định ý nghĩa của hiện tượng học bị mất phương hướng. 
Hiện tượng học, trong định nghĩa của Husserl, trước hết nói về sự phản tư và nghiên cứu có hệ thống về những cấu trúc của ý thức và hiện tượng (phenomena) xuất hiện trong những hoạt động của ý thức. Hiện tượng học có sự khác biệt rõ ràng với phương pháp phân tích của trường phái Descartes, phương pháp vẫn nhìn thế giới như là các đối tượng (object), các tập hợp đối tượng và các đối tượng tác động và phản ứng lẫn nhau.
Việc định nghĩa hiện tượng học của Husserl được đánh giá và phát triển không chỉ bởi bản thân ông mà còn bởi các sinh viên của ông như là Edith Stein và Roman Ingarden, bởi các nhà triết học ẩn dật như Martin Heidegger, các nhà hiện sinh như là Nicolai Hartmann, Gabriel Marcel, Maurice Merleau-Ponty, và Jean-Paul Sartre, bởi các nhà triết học khác như Max Scheler, Paul Ricoeur, Jean-Luc Marion, Michel Henry, Emmanuel Levinas, Jacques Derrida, và các nhà xã hội học như Alfred Schütz và Eric Voegelin.

## Tổng quan
Ở dạng cơ bản nhất, hiện tượng học hướng tới tạo nên những điều kiện cho việc nghiên cứu một cách khách quan các chủ đề vốn thường được nhìn nhận như là chủ quan như: ý thức và nội dung kinh nghiệm của ý thức như phán đoán (judgements), tri giác (perceptions) và cảm xúc (emotions). Mặc dù hiện tượng học hướng đến tính khoa học, nó không nghiên cứu ý thức từ góc nhìn (perspective) của tâm lý học hay thần kinh học lâm sàng. Thay vào đó, nó hướng đến điều đó thông qua sự phản tư có hệ thống nhằm xác định ra những thuộc tính và những cấu trúc thiết yếu của kinh nghiệm.
Một vài giả định nền tảng của hiện tượng học:
1. Các nhà hiện tượng học bác bỏ khái niệm nghiên cứu khách quan (objective research). Họ thích nhóm lại các giả định (assumptions) thông qua một quá trình gọi là epoché hiện tượng học (phenomenological epoché).
2. Họ tin rằng việc phân tích hành vi hàng ngày của con người có thể mang lại sự hiểu biết lớn hơn về tự nhiên.
3. Họ khẳng định rằng con người nên được khám phá. Đó là bởi con người có thể được hiểu thông qua những cách thức độc đáo mà họ phản ánh về xã hội (society) họ sống trong.
4. Các nhà hiện tượng học thích thu thập "capta", hay kinh nghiệm có ý thức (conscious experience), hơn là dữ liệu theo kiểu truyền thống [khoa học? .ND].
5. Họ coi hiện tượng học được định hướng hướng đến sự khám phá, và do đó họ nghiên cứu sử dụng các phương pháp ít giới hạn (less restrictive) hơn nhiều so với các ngành khoa học khác.[4]

Husserl đã rút ra nhiều khái niệm quan trọng là trung tâm của hiện tượng học từ các bài giảng và công trình của các thầy dạy mình, là các nhà triết học và tâm lý học Franz Brentano và Carl Stumpf. Một thành tố quan trọng của hiện tượng học mà Husserl mượn từ Brentano là ý hướng tính (intentionality, hay thường được mô tả là sự "về" - "aboutness"), quan niệm rằng ý thức luôn là ý thức về một cái gì đó. Các đối tượng của ý thức được gọi là đối tượng ý hướng (intentional object), và đối tượng này được cấu thành (constituted) cho ý thức theo nhiều cách khác nhau, thông qua, ví dụ, tri giác (perception), trí nhớ (memory), retention and protention, signification... Thông qua các ý hướng tính khác nhau này, mặc dù chúng có cấu trúc khác nhau và cách thức khác nhau để [liên hệ .ND] "về" đối tượng, một đối tượng vẫn được cấu thành (constituted) như một đối tượng đồng dạng (identical object); ý thức được định hướng đến cùng một đối tượng ý hướng trong sự tri giác trực tiếp cũng như trong sự lưu giữ nối tiếp - ngay lập tức (immediately-following retention) về đối tượng hay sự ghi nhớ sau cùng về nó.   
Mặc dù nhiều phương pháp hiện tượng học sử dụng các quy giản (reduction) khác nhau, nhưng về mặt bản chất, hiện tượng học chống lại chủ nghĩa quy giản (anti-reductionistic); các quy giản chỉ thuần túy là công cụ để hiểu và mô tả cách thức hoạt động của ý thức một cách tốt hơn, chứ không quy giản bất cứ hiện tượng (phenomenon) nào về những mô tả này. Nói cách khác, khi khi một sở chỉ (reference) được tạo ra cho một bản chất (essence) hay lý tưởng (idea) của sự vật, hoặc khi cấu thành của một sự vật mạch lạc giống hệt nhau (the constitution of an identical coherent thing) được cụ thể hóa bằng cách mô tả những gì một người "thực sự" thấy như là tồn tại chỉ là những mặt (sides) và khía cạnh (aspects), những bề mặt này, điều này không có nghĩa rằng sự vật (the thing) chỉ là và cụ thể là những gì được mô tả ở đây: mục tiêu cuối cùng của những quy giản này là để hiểu cách thức những khía cạnh này cấu thành (constituted) lên sự vật thực sự như được trải nghiệm bởi người trải nghiệm nó. Hiện tượng học là phản ứng trực tiếp với chủ nghĩa duy tâm lý (psychologism) và chủ nghĩa duy vật lý (physicalism) của thời đại Husserl.    
Mặc dù nhiều phương pháp hiện tượng học bao gồm nhiều cách thức quy giản khác nhau, nhưng về bản chất, hiện tượng chống lại sự quy giản; việc cắt giảm chỉ là công cụ để hiểu rõ hơn và mô tả hoạt động của ý thức, không làm giảm bất kỳ hiện tượng nào đối với những mô tả này. Nói cách khác, khi một tham chiếu được đưa ra cho bản chất hoặc ý tưởng của một sự vật, hoặc khi hiến pháp của một điều kết hợp giống hệt nhau được chỉ định bằng cách mô tả những gì một "thực sự" chỉ là những mặt và khía cạnh, những bề mặt này, nó không có nghĩa rằng điều duy nhất và duy nhất là những gì được mô tả ở đây: mục tiêu cuối cùng của những sự cắt giảm này là để hiểu làm thế nào những khía cạnh khác nhau này được cấu thành vào thực tế như người trải nghiệm nó. Hiện tượng học là một phản ứng trực tiếp đối với tâm lý học và chủ nghĩa vật lý của thời đại Husserl.
Mặc dù trước đây được Georg Wilhelm Friedrich Hegel sử dụng trong Hiện tượng học tinh thần, nhưng việc Husserl áp dụng thuật ngữ này (khoảng năm 1900) đã đẩy nó trở thành sự chỉ định của một trường phái triết học. Theo quan điểm triết học, hiện tượng học là phương pháp của nó, mặc dù ý nghĩa cụ thể của thuật ngữ này thay đổi tùy theo cách nó được hình thành bởi một triết gia nhất định. Như Husserl đã hình dung, hiện tượng học là một phương pháp nghiên cứu triết học bác bỏ khuynh hướng duy lý thống trị tư tưởng phương Tây kể từ khi Plato ủng hộ phương pháp chú ý phản ánh tiết lộ "kinh nghiệm sống" của cá nhân. Rễ một cách lỏng lẻo trong một thiết bị nhận thức luận, với gốc Skeptic, được gọi là epoché, phương pháp của Husserl đòi hỏi phải đình chỉ phán đoán trong khi dựa vào sự nắm bắt trực giác của kiến thức, không có giả định và trí thức hóa. Đôi khi được mô tả là "khoa học kinh nghiệm", phương pháp hiện tượng học bắt nguồn từ chủ ý, tức là Lý thuyết về ý thức của Husserl (được phát triển từ Brentano). Ý định đại diện cho một sự thay thế cho lý thuyết đại diện của ý thức, cho rằng thực tế không thể được nắm bắt trực tiếp bởi vì nó chỉ có sẵn thông qua nhận thức về thực tại là đại diện của nó trong tâm trí. Husserl phản bác rằng ý thức không phải là "trong" tâm trí; đúng hơn, ý thức có ý thức về một cái gì đó không phải là chính nó (đối tượng có chủ ý), cho dù đối tượng là một chất hay là một hình dung của trí tưởng tượng (tức là các quá trình thực tế liên quan đến và nằm dưới hình vẽ). Do đó phương pháp hiện tượng học dựa trên sự mô tả các hiện tượng khi chúng được trao cho ý thức, trong tính trực tiếp của chúng.
Theo Maurice Natanson (1973, tr.   63), "Tính triệt để của phương pháp hiện tượng học là liên tục và không liên tục với nỗ lực chung của triết học để trải nghiệm sự xem xét cơ bản, quan trọng: không lấy gì làm hiển thị và thể hiện sự bảo đảm cho những gì chúng ta tuyên bố biết." Trong thực tế, nó đòi hỏi một sự kết hợp bất thường của kỷ luật và tách rời để giải thích lý thuyết khung và thông tin cũ trong khi xác định kinh nghiệm "ngây thơ" của một người về vấn đề này. (Theo "khung" theo nghĩa này có nghĩa là tạm thời đình chỉ hoặc dành một số ý tưởng như một cách để tạo điều kiện cho cuộc điều tra bằng cách chỉ tập trung vào các thành phần quan trọng nhất của nó.) Phương pháp hiện tượng học nhằm xóa bỏ thế giới suy đoán trong giây lát bằng cách đưa đối tượng trở lại trải nghiệm nguyên thủy của mình về vấn đề này, cho dù đối tượng điều tra là cảm giác, ý tưởng hay nhận thức. Theo Husserl, việc đình chỉ niềm tin vào những gì chúng ta thường coi là hiển nhiên hoặc suy diễn bằng cách phỏng đoán làm giảm sức mạnh của những gì chúng ta thường nắm bắt như một thực tế khách quan. Theo Rüdiger Safranski (1998, 72), "Tham vọng lớn của [Husserl và những người theo ông] là coi thường bất cứ điều gì cho đến lúc đó được nghĩ hoặc nói về ý thức hoặc thế giới [trong khi] tìm kiếm một cách mới để cho phép những điều [họ đã điều tra] tiếp cận họ, mà không che đậy họ bằng những gì họ đã biết. "
Martin Heidegger đã sửa đổi quan niệm về hiện tượng học của Husserl vì những gì Heidegger coi là khuynh hướng chủ quan của Husserl. Trong khi Husserl quan niệm con người đã được cấu thành bởi các trạng thái ý thức, Heidegger phản bác rằng ý thức là ngoại vi đối với sự tồn tại của một người (tức là chế độ của Dasein), không thể giảm theo ý thức của nó. Từ góc độ này, trạng thái tâm trí của một người là một "hiệu ứng" chứ không phải là yếu tố quyết định sự tồn tại, bao gồm cả những khía cạnh tồn tại mà người ta không có ý thức. Bằng cách chuyển trọng tâm từ ý thức (tâm lý học) sang tồn tại (bản thể học), Heidegger đã thay đổi hướng tiếp theo của hiện tượng học. Như một hệ quả của sự sửa đổi của Heidegger về quan niệm của Husserl, hiện tượng học ngày càng trở nên phù hợp với phân tâm học. Trong khi Husserl ưu tiên mô tả ý thức về cơ bản là xa lạ với quan niệm phân tâm học của vô thức, Heidegger đã đưa ra một cách để khái niệm hóa trải nghiệm có thể phù hợp với những khía cạnh của sự tồn tại của một người nằm ở ngoại vi của nhận thức.

## Các khái niệm

### Tính ý hướng
Ý định đề cập đến khái niệm rằng ý thức luôn là ý thức của một cái gì đó. Bản thân từ này không nên bị nhầm lẫn với cách sử dụng "thông thường" của từ có chủ ý, mà nên được sử dụng như chơi trên các từ nguyên của từ này. Ban đầu, ý định đề cập đến một "kéo dài" ("trong căng thẳng", từ ý định Latinh), và trong bối cảnh này, nó đề cập đến ý thức "vươn ra" đối với đối tượng của nó. Tuy nhiên, người ta nên cẩn thận với hình ảnh này: trước tiên không có ý thức nào mà sau đó, kéo dài ra đối tượng của nó; đúng hơn, ý thức xảy ra như tính đồng thời của một hành động có ý thức và đối tượng của nó.
Ý định thường được tóm tắt là "về." Cho dù điều này một cái gì đó mà ý thức là về nhận thức trực tiếp hoặc trong tưởng tượng là không quan trọng đối với khái niệm chủ ý; bất cứ ý thức nào được hướng đến, đó là những gì ý thức có ý thức. Điều này có nghĩa rằng đối tượng của ý thức không phải là một đối tượng vật lý bắt trong nhận thức: nó có thể cũng giống như cũng là một tưởng tượng hoặc một ký ức. Do đó, các "cấu trúc" của ý thức, tức là nhận thức, trí nhớ, tưởng tượng, v.v., được gọi là chủ ý.
Thuật ngữ "chủ ý" bắt nguồn từ Scholastic trong thời trung cổ và được Brentano hồi sinh, người đã ảnh hưởng đến quan niệm hiện tượng học của Husserl, người đã tinh chỉnh thuật ngữ này và biến nó thành nền tảng cho lý thuyết ý thức của ông. Ý nghĩa của thuật ngữ này là phức tạp và hoàn toàn phụ thuộc vào cách nó được hình thành bởi một triết gia nhất định. Không nên nhầm lẫn thuật ngữ này với "ý định" hoặc quan niệm phân tâm học về "động cơ" hay "lợi ích" vô thức.

### Trực giác (Intuition)
Trong hiện tượng học, trực giác đề cập đến trường hợp khi đối tượng được ý hướng xuất hiện trực tiếp trước ý hướng tính; khi ý hướng(intention) được "điền đầy"(filled) bởi sự nắm bắt trực tiếp(direct apprehension) đối tượng, bạn có một đối tượng được trực giác (intuited object). Đơn cử, có một cốc cà phê ở trước mặt bạn, việc nhìn nó, cảm nhận nó hay thậm chí là tưởng tượng ra nó là những ý hướng đã được điền đầy (filled intentions) và đối tượng lúc đó được trực giác (intuited). Điều tương tự xảy ra với sự nắm bắt những công thức toán học hay con số. Nếu bạn không có đối tượng để đề cập đến một cách trực tiếp, đối tượng không được trực giác, nhưng vẫn được ý hướng đến, một cách trống rỗng(emptily). Ví dụ về những ý hướng trống rỗng có thể là những ý hướng có nghĩa - những ý hướng chỉ ngụ ý hoặc đề cập tới đối tượng của nó.

### Chứng cớ
Trong ngôn ngữ hàng ngày, chúng tôi sử dụng từ bằng chứng để biểu thị một loại quan hệ đặc biệt giữa trạng thái của vấn đề và mệnh đề: Trạng thái A là bằng chứng cho mệnh đề "A là đúng". Tuy nhiên, trong hiện tượng học, khái niệm bằng chứng có ý nghĩa biểu thị "thành tựu chủ quan của sự thật". Đây không phải là một nỗ lực để giảm loại bằng chứng khách quan thành "ý kiến" chủ quan, mà là một nỗ lực để mô tả cấu trúc của việc có một cái gì đó trong trực giác với việc bổ sung nó là có thể hiểu được: "Bằng chứng là sự trình bày thành công của một đối tượng dễ hiểu, sự trình bày thành công của một cái gì đó mà sự thật trở thành biểu hiện trong việc chứng minh chính nó. " 

### Noesis và noema
Trong hiện tượng học của Husserl, mà là khá phổ biến, cặp các cụm từ này, xuất phát từ tiếng Hy Lạp nous (tâm), chỉ tương ứng với nội dung thực sự, noesis, và nội dung lý tưởng, noema, trong một hành động cố ý (một hành động của ý thức). Noesis là một phần của hành động mang lại cho nó một ý nghĩa hoặc tính cách đặc biệt (như trong việc đánh giá hoặc nhận thức một cái gì đó, yêu thương hoặc ghét nó, chấp nhận hoặc từ chối nó, v.v.). Điều này là có thật theo nghĩa nó thực sự là một phần của những gì diễn ra trong ý thức (hoặc tâm lý) của chủ thể của hành động. Noesis luôn tương quan với Noema; đối với Husserl, Noema đầy đủ là một cấu trúc lý tưởng phức tạp bao gồm ít nhất là một ý nghĩa phi thường và một lõi phi lý. Việc giải thích chính xác ý nghĩa của Husserl đối với Noema đã gây tranh cãi từ lâu, nhưng ý nghĩa thông thường được hiểu là ý nghĩa lý tưởng của hành động  và cốt lõi của chủ đề là hành vi hoặc đối tượng của hành động như trong hành động. Một yếu tố gây tranh cãi là liệu đối tượng ồn ào này có giống với đối tượng thực tế của hành động (giả sử nó tồn tại) hay là một loại đối tượng lý tưởng.

### Đồng cảm và liên chủ thể
Trong hiện tượng học, sự đồng cảm đề cập đến trải nghiệm của chính cơ thể mình như một người khác. Mặc dù chúng ta thường xác định người khác bằng cơ thể vật lý của họ, loại hiện tượng học này yêu cầu chúng ta tập trung vào tính chủ quan của người khác, cũng như sự gắn kết liên chủ thể của chúng ta với họ. Trong tài khoản gốc của Husserl, điều này được thực hiện bởi một loại nhận thức được xây dựng dựa trên những trải nghiệm của cơ thể sống của chính bạn. Cơ thể sống là cơ thể của chính bạn như kinh nghiệm của chính bạn, như chính bạn. Cơ thể của chính bạn thể hiện với bạn chủ yếu là khả năng diễn xuất của bạn trên thế giới. Đó là những gì cho phép bạn tiếp cận và lấy một cái gì đó, ví dụ, nhưng nó cũng, và quan trọng hơn, cho phép khả năng thay đổi quan điểm của bạn. Điều này giúp bạn phân biệt thứ này với thứ khác bằng trải nghiệm di chuyển xung quanh nó, nhìn thấy những khía cạnh mới của nó (thường được gọi là vắng mặt và hiện tại vắng mặt), và vẫn giữ quan niệm rằng đây là điều tương tự mà bạn đã thấy các khía cạnh khác của chỉ một khoảnh khắc trước đây (nó là giống hệt nhau). Cơ thể của bạn cũng được trải nghiệm như một đối ngẫu, cả hai như đối tượng (bạn có thể chạm vào bàn tay của chính bạn) và như sự chủ quan của chính bạn (bạn trải nghiệm được chạm vào).
Kinh nghiệm về cơ thể của chính bạn như là sự chủ quan của chính bạn sau đó được áp dụng cho trải nghiệm của cơ thể người khác, thông qua sự xuất hiện, được cấu thành như một sự chủ quan khác. Do đó, bạn có thể nhận ra ý định, cảm xúc của người khác, v.v. Kinh nghiệm về sự đồng cảm này rất quan trọng trong tài khoản hiện tượng học của tính liên chủ thể. Trong hiện tượng học, tính liên chủ thể cấu thành tính khách quan (nghĩa là những gì bạn trải nghiệm như mục tiêu được trải nghiệm là có sẵn liên chủ thể - có sẵn cho tất cả các đối tượng khác. Điều này không ngụ ý rằng tính khách quan bị giảm xuống tính chủ quan và cũng không ngụ ý một vị trí tương đối, cf ví dụ xác minh liên chủ thể).
Theo kinh nghiệm về tính liên chủ thể, người ta cũng trải nghiệm bản thân như một chủ thể trong số các chủ thể khác và một người trải nghiệm bản thân như hiện tại một cách khách quan cho những người khác; người ta trải nghiệm bản thân như là sự ồn ào của những người khác, hoặc là một chủ đề trong kinh nghiệm thấu cảm của người khác. Như vậy, một người trải nghiệm bản thân như chủ quan khách quan hiện có. Tính tương quan cũng là một phần trong hiến pháp của thế giới sống của một người, đặc biệt là "thế giới gia đình".

### Thế giới nhân sinh
Cuộc sống mới (tiếng Đức: Lebenswelt) là "thế giới" mà mỗi người chúng ta đang sống. Người ta có thể gọi nó là "nền" hoặc "chân trời" của tất cả các trải nghiệm, và đó là mỗi đối tượng nổi bật như chính nó (như khác nhau) và với ý nghĩa nó chỉ có thể giữ cho chúng ta. Lifewworld vừa là cá nhân vừa là liên chủ thể (sau đó nó được gọi là "homewworld"), và như vậy, nó không bao gồm mỗi người chúng ta trong một ipse solus.